# Теті (національний парк)
Національний парк Теті — один із національних парків Албанії, розташований на півночі країни, у гірському районі поблизу кордону з Чорногорією, другий за розміром у країні. Займає верхню північну частину долини Шала. Межує на сході з національним парком «Долина Валбони».
Парк створено 1966 року, він займає площу 2630 га. Висоти парку знаходяться між 1200 та 2567 м над р. м.
На території парку знаходиться село Теті.

## Біорізноманіття
На території парку трапляються 20 видів ссавців, 10 видів рептилій, 8 видів амфібій. Поширені метелики.
Серед рідкісних видів ссавців бурий ведмідь, рись, видра, козиця звичайна. У парку поширено 34 види птахів.
Парк багатий на букові, в'язові та дубові ліси, які розташовані на схилах на висоті 600—1900 м над р. м. На висоті 2000—2300 м до буків домішується чорна сосна та боснійська сосна, а також ялина європейська. У парку зареєстровано понад 1100 видів рослин

## Культурна спадщина
На території парку існує етнографічний музей, у якому представлені традиційні костюми, народні інструменти, є водяний млин.
Також у селі Теті знаходяться гірські вежі, вежа для подолання кровної ворожнечі.